# Alburrica
Zona do Alburrica.
Alburrica é uma praia fluvial situado na cidade do Barreiro, distrito de Setúbal, Portugal. É formada por uma pequena península, que se estende sobre a zona de ligação do rio Coina com o rio Tejo. Constitui parte integrante da zona fluvial do Barreiro, juntamente com a Praia do Clube Naval e o Bico do Mexilhoeiro.
Nesse mesmo local encontram-se os famosos moinhos do Alburrica, símbolo e património da cidade do Barreiro.
Os três moinhos de vento do Alburrica foram construídos em 1852. O maior dos moinhos tem o nome de Gigante. O Moinho Gigante, diferente dos outros dois, é de tipologia holandesa e foi desactivado em 1919.
O que se encontra ao centro é o Poente e o último, o Nascente. Os Moinhos Nascente e Poente são de tipologia comum, possuem torre cilíndrica de dois pisos, cobertura móvel e duas mós. Foram desativados em 1950. A Câmara Municipal do Barreiro veio a adquiri-los em 1973.

## Passadiços de Alburrica
Em 2015 a Câmara Municipal do Barreiro procedeu à construção de um percurso em passadiço sobre o rio, permitindo desta forma ligar a malha da cidade aos moinhos de maré e de vento. Foram feitos 3 passadiços que que ligam directamente a Rua Miguel Pais e os três moinhos de vento de Alburrica.

Este projeto recebeu uma Menção Honrosa do IHRU em 2015.